# Magikano
Magikano (マジカノ Majikano?) es una serie manga de 10 volúmenes del 2003 al 2008, que posteriormente ha tenido su adaptación en una serie de televisión anime de 13 episodios en el 2006. El autor del manga es Takeaki Momose, y el anime fue dirigido por Seiji Kishi y escrito por Hideki Mitsui.
ADV Films distribuyó en EE. UU. y Canadá, la serie anime en DVD en el 2007.

## Argumento
Ayumi Mamiya es una bruja maldecida a perder sus poderes, pero hay un chico, Haruo Yoshikawa, que puede romper el encanto para poder recuperar sus poderes. Haruo cree que es un chico normal, pero no sabe que sus tres hermanas son brujas y que le protegen con sus poderes. Ayumi quiere despertar los poderes que Haruo posee sin saberlo, pero sus hermanas no lo desean.

## Personajes
Haruo Yoshikawa (吉川春生, Yoshikawa Haruo)
 Seiyū: Mitsuhiro Ichiki
Haruo es el principal personaje hombre, es estudiante de secundaria común que tiene un registro de asistencia perfecto y no tiene metas a largo plazo excepto llevar una vida larga. Vive con sus tres hermanas y no tiene ninguna idea de que ellas son mahoutsukai(usuarios mágicos). El mismo tiene poderes mágicos latentes supuestamente, pero no es consciente de esto, creyendo que él y su familia son perfectamente normales. Maika y sus otras hermanas se aseguran que Haruo sea guardado en la oscuridad ocultando el hecho que pueden usar magia a través martillos borradores de memoria mágicos(no a menos de tres martillazos a la vez). Parece algo ingenuo, siempre ignorante sobre los sentimiento de las personas(principalmente mujeres a quien les gusta) alrededor de él. Haruo está en su primer año de escuela secundaria elemental (grade 7), en B de aula. En el último episodio, Haruo es revelado ser un avatar, o encarnación del Señor Demonio Maoh. "Haru" quiere decir "Primavera" en japonés, es el mayor en su familia.
Ayumi Mamiya (魔宮あゆみ, Mamiya Ayumi)
 Seiyū: Sakura Nogawa
Ayumi Mamiya es una joven bruja que fue maldecida durante su infancia. El único que puede levantar esta maldición es Haruo Yoshikawa, que se fuerza a estudiar en la misma escuela y se muda a la residencia de los Yoshikawa como empleada. En la mayor parte de la serie, Ayumi trata de seducir a Haruo y "hacerlo un hombre", coqueteando y lanzándole hechizos. Debido a esto, ella y Maika tienen constantes discusiones y peleas que Ayumi inevitablemente pierde constantemente. Afirma que su maldición es la razón para sus intentos de seducción, aunque es revelado lo quiere realmente en el último episodio. Ayumi Mamiya es una niña muy resuelta y graciosa y extraña, pero puede ser alentadora también.
Maika Yoshikawa (吉川舞夏, Yoshikawa Maika)
 Seiyū: Mai Nakahara
Maika es la hermana mayor de la familia Yoshikawa. Puede usar magia, y adora la cocinar para su hermano y hermanas. Tiene pelo de color lila largo, a menudo atado con cintas verdes. Era muy protectora de su hermano Haruo, y estaba inmediatamente recelosa de las intenciones de Ayumi (que eran justificadas). Los otros la acusan a menudo de tener un hermano complicado, que no es completamente injustificado. Como un bebé lavó el cerebro a Haruo subliminalmente en su sueño coreando "Hermano mayor y Maika juntos para siempre" repetidamente, y generalmente su personalidad preocupada-melodramática son reemplazada por una envidia posesiva siempre que cualquier mujer trata de seducir a su hermano. Puede incluso transformarse en un demonio desollado-verde cuando se pone especialmente celosa. "Ka" querer decir el "Verano" en japonés, cuando es el segunda mayor en la familia de Yoshikawa.
Chiaki Yoshikawa (吉川千秋, Yoshikawa Chiaki)
 Seiyū: Kanako Sakai
Chiaki es la hermana de en medio de la familia Yoshikawa. También puede usar magia, y adora hacer ejercicio y comer comida. Tiene pelo largo, violeta, a menudo atado con una cinta roja. Despistada, honesta, sincera, y totalmente sin la mañas y la malicia. "Aki" significa "Otoño" en japonés, cuando es el tercera nacida en su familia.
Fuyuno Yoshikawa (吉川冬乃, Yoshikawa Fuyuno)
 Seiyū: Tomoko Kaneda
Fuyuno es la hermana más joven de la familia Yoshikawa. También puede usar magia, y adora todo lo que supone hacer dinero, un tema que la hace adoptar el comportamiento (y la voz) de un avaro Scrooge. Muchas veces tiene las excusas para los eventos extraños que se ocurren a personas sin-magia, y es fantástica resolviendo problemas. Tiene pelo de morado pequeño con una cinta amarilla y negra. "Fuyu" significar "Invierno" en japonés, ella es la más joven en su familia.
Sora Fujiwara (藤原宇宙)
 Seiyū: Sachie Abe
Un amigo de Haruo está de su clase en la escuela, Sora es un niño con anteojos que no dialoga y habla tomando fotografías. Pero, de algún modo otros (especialmente Hajime) saben que está diciendo. Es visto con su cámara siempre. En el manga original, Sora no lleva anteojos y habla. Sora es uno de los dos miembros del "Club de ciencia sobrenatural".
Hajime Hario (針生ハジメ)
 Seiyū: Katsuhiro Harasawa
Otro amigo de la clase de Haruo. Hajime Hario es en general fuerte y franco, y está siempre alerta para niñas. El sonido de una llamada de gallo le sigue típicamente debido a su pelo rojo y parado dándole apariencia de gallol, pero solamente en el anime. Hajime es uno de los dos miembros del "Club de ciencia sobrenatural", y aparece constantemente cuando los incidentes principalmente causados por las brujas, debido a esto, él y Sora son víctimas frecuentes de los martillos de pérdida de memoria.
Yuri Kurosu (黒須ゆり)
 Seiyū: Noriko Namiki
Yuri es la ídolo # 1 de la escuela como el estudiante presidenta del concejo, pero consigue un poco de competencia inoportuna cuando Ayumi se traslada. Conoció a Haruo cuando era una niña pequeña, y cayó enamorada en un instante. Incluso hizo un bento para Haruo, únicamente es frustrada por Maika. Su pelo cambia el color (marrón a plateado) cuando usa su magia de lucha, y en lugar de una escoba /varita mágica tiene una espada grande que monta de la misma manera que una tabla de surf. Yuri está todavía enamorada de Haruo, y está teniendo sueños indecentes constantemente sobre él, y se pone irracionalmente enfadada cuando Ayumi esta con él. Como una justificación para verlo dice que el comportamiento de Ayumi está "En contra de la política de la escuela" y como el estudiante presidente debe ver que todas reglas sean seguidas. La mayoría de las niñas en la escuela parecen estar enamoradas de ella, en particular la estudiante vicepresidente del concejo Umi Fujiwara, su nombre es probablemente una referencia al género de yuri.
Marin Nijihara (虹原真鈴)
 Seiyū: Haruko Momoi
Una católica cazadora de brujas que piensa que Haruo fue enviado de cielo y necesita protección de brujas (especialmente Ayumi). Trabaja con Ayumi, Yuri, y/o Maika cuando siente que tienen una causa común. Marin es tonta, incapaz y torpe que se hiere más en sus ataques ninguna "Malas - brujas" a quienes tan firmemente caza. Está poco claro si Marin tiene sentimientos más profundos para Haruo, o si sólo lo admira por lo que ella llama "Guardar a brujas malvadas". Marin nunca ha purificado a otras brujas (si usted no cuenta la bruja a quien purificó en el mundo de Michiru).
Rika Anju (杏樹リカ)
 Seiyū: Nana Inoue
Una empleada enigmática enviada por el padre de Ayumi al servicio de la familia Yoshikawa, aparentemente recolecta datos. Una empleada eficaz, es taciturna y muy capaz causar problemas y frustrar los intentos de Ayumi de seducir a Haruo. Su aparente falta de memoria para el presente oculta una astucia de cálculo que rivaliza incluso con el de Fuyuno. Se revela después que es un humano creado-artificialmente. El sonido de un címbalo en solitario - una cita musical breve del Terminator - le sigue cuando entra en la acción.
Michiru Mamiya (魔宮みちる)
 Seiyū: Natsuko Kuwatani
La hermana menor de Ayumi, que es resuelta a detener a Ayumi de romper su maldición y una día será la cabeza de la familia de Mamiya. Sabe que los poderes de Haruo se extienden más allá de la habilidad de romper la maldición de Ayumi y piensa usar ese poder de encargarse del mundo. Michiru es increíblemente fuerte y sumamente malévola. Sus poderes pueden superar todos las niñas mágicas cuando la persiguieron la primera vez cuando tomó Haruo durante la juego. Haruo se despertó pensando que estaban muertos. Indignado, el demonio al que los señores suministran energía se encargó de Haruo y agobió Michiru fácilmente. En el episodio final Michiru besa a la francesa a Haruo muchas veces, y hace una serie de cosas sexuales como saltar con un solo pie sobre su regazo y se moverse sensualmente.
Tetsuko Hongō (本郷哲子)
 Seiyū: Noriko Rikimaru
Profesor de la clase de Haruo, que parece estar cerca siempre que algo raro ocurre. También parece saber que ocurre siempre. Después se revela que es un ser humano creado-artificialmente inmune a ciertos tipos de magia.

## Episodios
| Episodio | Título es español                                              | Título en japonés                                                     | Fecha de la primera emisión |
| -------- | -------------------------------------------------------------- | --------------------------------------------------------------------- | --------------------------- |
| 01       | ¿Es realmente una chica mágica?                                | 彼女が魔女って、マジですか? (Kanojo ga majotte, MAJI desuka?)         | 3 de enero de 2006          |
| 02       | ¿Es la presidenta del consejo de estudiantes una chica mágica? | 生徒会長も魔女ってマジですか? (Seitokaichou mo majotte, MAJI desuka?) | 10 de enero de 2006         |
| 03       | ¿Son realmente una pareja de hermanos peligrosos?              | 危険な兄妹ってマジですか? (Kiken na kyodaitte MAJI desuka?)           | 17 de enero de 2006         |
| 04       | ¿Fue realmente robado?                                         | 盗まれたってマジですか? (Musumaretatte MAJI desuka?)                  | 24 de enero de 2006         |
| 05       | ¿Es ella realmente una cazadora de brujas?                     | ウィッチハンターってマジですか? (UICCHI HANTAA tte MAJI desuka?)      | 31 de enero de 2006         |
| 06       | ¿Hizo realmente que un fantasma apareciese?                    | 幽霊が出たってマジですか? (Yuurei ga detatte maji desuka?)            | 7 de febrero de 2006        |
| 07       | ¿Hizo realmente que una criada viniera?                        | メイドが来たってマジですか? (Maid ga kitatte maji desuka?)            | 15 de febrero de 2006       |
| 08       | ¿Fue realmente el ganador del beso?                            | 勝利のキスってマジですか? (Shouri no kisutte maji desuka?)            | 21 de febrero de 2006       |
| 09       | ¿Es realmente un príncipe durmiente?                           | 眠れる王子ってマジですか? (Nemureru oujitte maji desuka?)             | 28 de febrero de 2006       |
| 10       | ¿Son realmente unas bragas con gato maldecidas?                | 呪いの猫パンツってマジですか? (Noroi no neko pantsutte maji desuka?)  | 7 de marzo de 2006          |
| 11       | ¿Fue realmente una noche sagrada?                              | 聖なる夜ってマジですか? (Seinaru yorutte maji desuka?)                | 14 de marzo de 2006         |
| 12       | ¿Es realmente la hora de despertar?                            | 目覚めの刻ってマジですか? (Mezame no tokitte maji desuka?)            | 21 de marzo de 2006         |
| 13       | ¿Es realmente el último episodio?                              | 最終回ってマジですか? (Saishuukaitte maji desuka?)                    | 28 de marzo de 2006         |